# Lucerne Festival

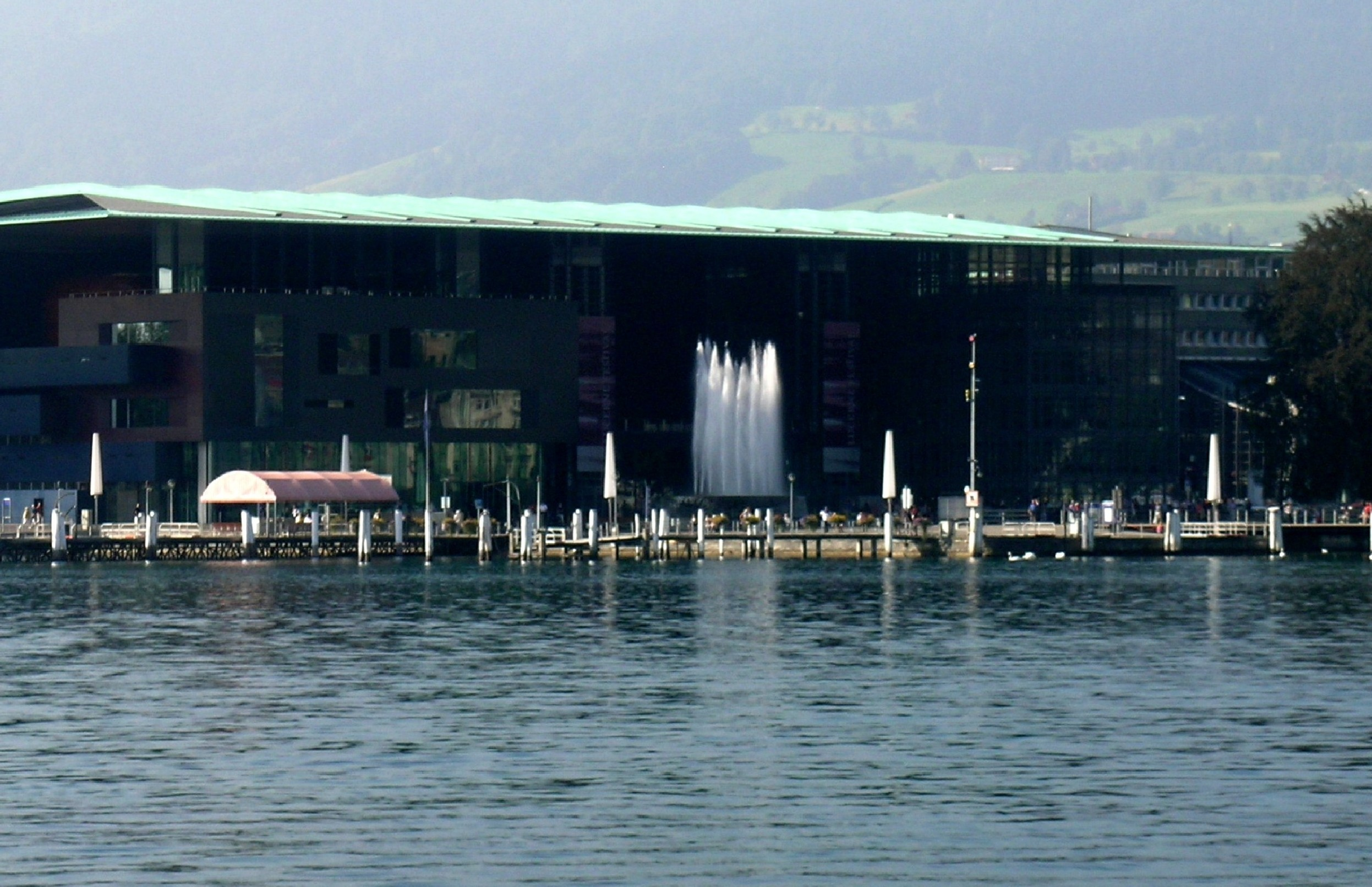
Das Kultur- und Kongresszentrum Luzern (KKL) am Vierwaldstättersee

Das Lucerne Festival (bis 2000: Internationale Musikfestwochen Luzern) gehört im Bereich der klassischen Musik zu den renommierten internationalen Musikfestivals und bringt jährlich internationale Künstler sowie Sinfonieorchester aus der ganzen Welt nach Luzern. Gegründet wurde Lucerne Festival 1938 von Ernest Ansermet und Walter Schulthess, Intendant ist seit 1999 Michael Haefliger. Ab Januar 2026 wird Sebastian Nordmann die Intendanz des Lucerne Festivals übernehmen.
Mit einem Eigenwirtschaftlichkeitsgrad von über 90 Prozent finanziert sich Lucerne Festival unter Haefligers Leitung mehrheitlich über den Konzertbetrieb, Sponsoren und private Mäzene.

## Geschichte
Im Sommer 1938 fand im Luzerner Tribschen, dem ehemaligen Wohnsitz Richard Wagners, erstmals ein grosses Konzert unter der Leitung von Arturo Toscanini statt. Von Anfang an fanden die Konzerte dieses Festivals grossen Anklang, vor allem bei Radiostationen aus der ganzen Welt. In den 1940er Jahren wurde das Schweizerische Festspielorchester, ein Zusammenschluss der besten Schweizer Orchestermusiker, gegründet und zu einem zentralen Element der Internationalen Musikfestwochen Luzern (IMF), wie das Festival seit 1943 hiess. 1956 wurden das Kammerorchester Festival Strings Lucerne gegründet. Daneben gastierten Orchester, Dirigenten und Solisten jeweils für mehrere Wochen in der Stadt Luzern und gaben an verschiedenen Orten Konzerte.
Seit 1970 wird die Veranstaltung von der Stiftung Internationale Musikfestwochen getragen. Seit den 1970er Jahren wurden die Festivals unter verschiedene Mottos und Leitgedanken gestellt. Zahlreiche Parallelveranstaltungen, wie die Reihe musica.nova, entstanden. Mit dem Neubau des Kultur- und Kongresszentrums Luzern KKL Ende der 1990er Jahre erhielt das Festival eine neue Kulisse mit einem der besten Konzertsäle der Welt. Im Jahr 2000 erfolgte die Umbenennung der Internationalen Musikfestwochen Luzern in Lucerne Festival.

## Organisationsform
Michael Haefliger ist seit Januar 1999 Intendant des Festivals, Markus Hongler ist seit 2020 Präsident der Stiftung Lucerne Festival und der Stiftung Freunde von Lucerne Festival.
Das Lucerne Festival Orchestra wurde 2003 von Claudio Abbado und Michael Haefliger ins Leben gerufen und versammelt jeden Sommer für zwei Wochen international renommierte Orchestermusiker in Luzern. Seit 2016 ist Riccardo Chailly der Chefdirigent des Orchesters. Neben der Pflege des traditionellen Repertoires nimmt die Programmierung und Vermittlung von zeitgenössischer Musik einen wichtigen Stellenwert ein. Ebenso bedeutend ist die Nachwuchsförderung in den Bereichen Music for Future und in der Lucerne Festival Academy. Die Akademie wurde 2004 von Pierre Boulez und Michael Haefliger gegründet. Von 2016 bis zu seinem Tod 2024 war Wolfgang Rihm künstlerischer Leiter, von 2016 bis 2018 stand ihm Matthias Pintscher als Principal Conductor zur Seite. Ehemalige Teilnehmer der Akademie sind als Lucerne Festival Alumni in Luzern und weltweit mit Konzertprojekten präsent.
2021 wurde das Lucerne Festival Contemporary Orchestra (LFCO) gegründet, es führt das Academy- und das Alumni-Orchester zu einem einzigen Klangkörper zusammen.

## Veranstaltungen
Lucerne Festival veranstaltet jedes Jahr ein fünfwöchiges Sommer-Festival sowie Kurzfestivals im Frühling und im Herbst. 

### Sommer-Festival
Im Rahmen dieses Hauptfestivals finden seit 1938 jährlich von Mitte August bis Mitte September über 100 Veranstaltungen statt. Rund 30 Sinfoniekonzerte bilden dabei das Kernstück der Veranstaltung. Seit 1999 steht das Sommer-Festival jeweils unter einem bestimmten Thema. Geboten wird ein vielfältiges Angebot an Konzertformaten – Sinfoniekonzerte, Kammermusik, Rezitale, Debuts, Late Nights und vieles mehr. Composers-in-residence, artistes étoiles sowie innovative Konzertformate wie 40min setzen dabei wichtige programmatische Akzente.
Aufgrund der Corona-Pandemie mussten 2020 alle drei geplanten Festivals abgesagt werden, sowohl die neuen Kurzfestivals im Frühjahr (mit Teodor Currentzis) und im Herbst (mit Igor Levit und Patricia Kopatchinskaja) als auch das Sommer-Festival. Stattdessen fand im August ein zehntätiges Festival unter dem Motto Life is Live statt. Dabei wurde das Lucerne Festival Orchestra erstmals von Herbert Blomstedt dirigiert.
Das Motto des Sommer-Festivals 2021 lautete Verrückt, jenes des Sommer-Festivals 2022 Diversity, 2023 Paradies und 2024 Neugier. Am 27. Februar 2022 wurde von den Verantwortlichen des Lucerne Festivals entschieden, die beiden Konzerte vom 21. und 22. August 2022 abzusagen. Dies da sie von Valery Gergiev dirigiert worden wären und der, in Anbetracht der Sanktionen gegen Russland seit dem Überfall auf die Ukraine, Wladimir Putins Politik zu nahe stehe.
Das Sommer-Festival 2025 unter dem Motto Open End ist das letzte unter der Leitung von Intendant Michael Haefliger. Dabei kommt die Ark Nova, eine aufblasbare mobile Konzerthalle, erstmals in Europa zum Einsatz.

### Forward-Festival
Vom 19. bis 21. November 2021 fand erstmals das neue Herbst-Festival Lucerne Festival Forward statt. Es wird jeweils im November neue, innovative Akzente im Bereich der zeitgenössischen Musik setzen. Künstlerisch und programmatisch wird es von Musikern und Musikerinnen aus dem Netzwerk des Lucerne Festival Contemporary Orchestra (LFCO) gestaltet. Als Festivalzentrale fungiert das KKL Luzern.

### Frühlings-Fest
Ab Frühjahr 2022 gestaltet das Lucerne Festival Orchestra um Palmsonntag ein Kurzfestival im KKL Luzern unter der Leitung von Chefdirigent Riccardo Chailly.

### Klavier-Fest
Ab Mai 2023 kuratiert der Pianist Igor Levit ein Klavier-Fest. Dabei tritt er selbst auf, lädt aber auch befreundete Pianisten und Ensembles ein und schlägt eine Brücke zu anderen Musiksparten wie zu Jazz oder Rap.

### Oster-Festival
Das Oster-Festival fand von 1988 bis 2019 jeweils vor Ostern während 9 Tagen statt. Es konzentrierte sich vorwiegend auf sakrale Musik. Die Konzerte fanden sowohl in den Kirchen der Stadt Luzern, als auch im KKL Luzern statt.

### Piano-Festival
Das Piano-Festival gab es von 1998 bis 2019, jeweils 9 Tage im November. Das Herbst-Festival widmete sich ausschliesslich den Tasteninstrumenten. Neben der klassischen Klaviermusik stand dabei auch der Jazz im Vordergrund und es fanden auch Piano Off-Stage-Veranstaltungen in den Bars der Stadt Luzern statt.